# Wennigsen (Deister)
Wennigsen (Deister) är en kommun och ort i Region Hannover i förbundslandet Niedersachsen i Tyskland.